# Örtomta
Örtomta är kyrkbyn i Örtomta socken och en småort i Linköpings kommun som ligger cirka två mil öster om Linköping. 
Örtomta har omkring 40 hus och Örtomta kyrka samt Örtomta skola för förskole- och lågstadieelever. 1908-1964 fanns järnvägsförbindelse.
I Örtomta finns även en uppfödning av Shaver-kycklingar
Orten ligger nära Ekenäs slott.